# Jairo Baena Quintero
Jairo Baena Quintero (Montenegro, 18 de agosto de 1923-Armenia, 12 de diciembre de 2000), fue un poeta, escritor, pintor, compositor y periodista colombiano. Fue una de las figuras polifacéticas más reconocidas en el departamento del Quindío durante el siglo XX.

## Obra
Baena publicó los poemarios Preludio de la soledad, Límites del corazón y Un clamor de la tierra. Dejó inéditos Oleaje de la sangre, Los habitantes del viento y El pensamiento revolucionario de Simón Bolívar; pues era bolivariano. El poema Romance para una Lira que Navega en el Silencio, homenaje a su amigo, Baudilio Montoya. El soneto Ante el Cristo de Dalí, y Melbita en Disílabos.
Su contexto social y geográfico fue el de una sociedad naciente, provinciana, poco ilustrada y azotada por la violencia bipartidista. Fruto de la tardía influencia de la Generación Española del 98, la Generación del 27, de los escritores greco-caldenses, de las revoluciones bolchevique y cubana y sobre todo del premio Nobel Pablo Neruda. En su lírica se halla el romanticismo, la provincia, el paisaje local, la protesta social, las veleidades del pueblo, las reinas, los amigos, el suceso nacional y la familia.